# Шраб Оук (Њујорк)
Шраб Оук (енгл. Shrub Oak) насељено је место без административног статуса у америчкој савезној држави Њујорк.

## Демографија
По попису из 2010. године број становника је 2.011, што је 199 (11,0%) становника више него 2000. године.
| Група             | 2000.         | 2010.         |
| Белци             | 1.573 (86,8%) | 1.629 (81,0%) |
| Афроамериканци    | 40 (2,2%)     | 68 (3,4%)     |
| Азијати           | 21 (1,2%)     | 62 (3,1%)     |
| Хиспаноамериканци | 157 (8,7%)    | 219 (10,9%)   |
| Укупно            | 1.812         | 2.011         |